# Raimundo Urbano
Raimundo Urbano (Salvador, 13 de setembro de 1937) foi um advogado e político brasileiro que foi prefeito indireto de Salvador por duas vezes: de março a abril de 1977 e no ano de 1978. 

## Biografia
Bacharel em ciências jurídicas e sociais pela Universidade Católica do Salvador (UCSAL) em 1975, na qual completaria posteriormente o curso de estudos forenses. Foi casado com Eunice Carlos Gomes Urbano, com quem teve cinco filhos. 
Trabalhou como professor de Cursos Profissionalizantes de Direito e Legislação na Rede de Educação da Bahia, foi assessor administrativo do Gabinete da Prefeitura de Salvador (1987-1989) e consultor jurídico do Instituto de Previdência dos Congressistas (IPC) em Brasília (1989-1999).
Durante os anos de 1970, ele exerceu mandatos parlamentares de vereador da Câmara Municipal de Salvador, tendo sido presidente da mesa da Câmara em 1977 e 1978.
Durante o turbulento período posterior à exoneração de Jorge Hage Sobrinho da Prefeitura de Salvador, Raimundo Urbano foi empossado, em caráter interino, na prefeitura de Salvador em março de 1977 e, logo em seguida, acabaria sendo substituído por Fernando Wilson Magalhães. Com a desincompatibilização de Fernando Wilson, em agosto de 1978, para candidatar-se à Câmara dos Deputados, Raimundo Urbano voltaria a ocupar interinamente o cargo de Prefeito Municipal de Salvador, sendo substituído por David Mendes Pereira.
Também, foi deputado federal pelo MDB (1979-1983) e pelo PMDB (1983-1987). Como deputado federal, foi um dos poucos oposicionistas a votar em Paulo Maluf no Colégio Eleitoral, em 15 de janeiro de 1985.
Raimundo Urbano disputou um terceiro mandato parlamentar consecutivo, desta vez para uma cadeira na Assembleia Nacional Constituinte pelo PMDB, em novembro de 1986, mas não foi bem sucedido, ocupando a terceira suplência do partido.